# شیرتیغک وحشی
شیرتیغک وحشی (نام علمی: Sonchus arvensis) نام یک گونه از سرده شیرتیغک است.